# Galerie m

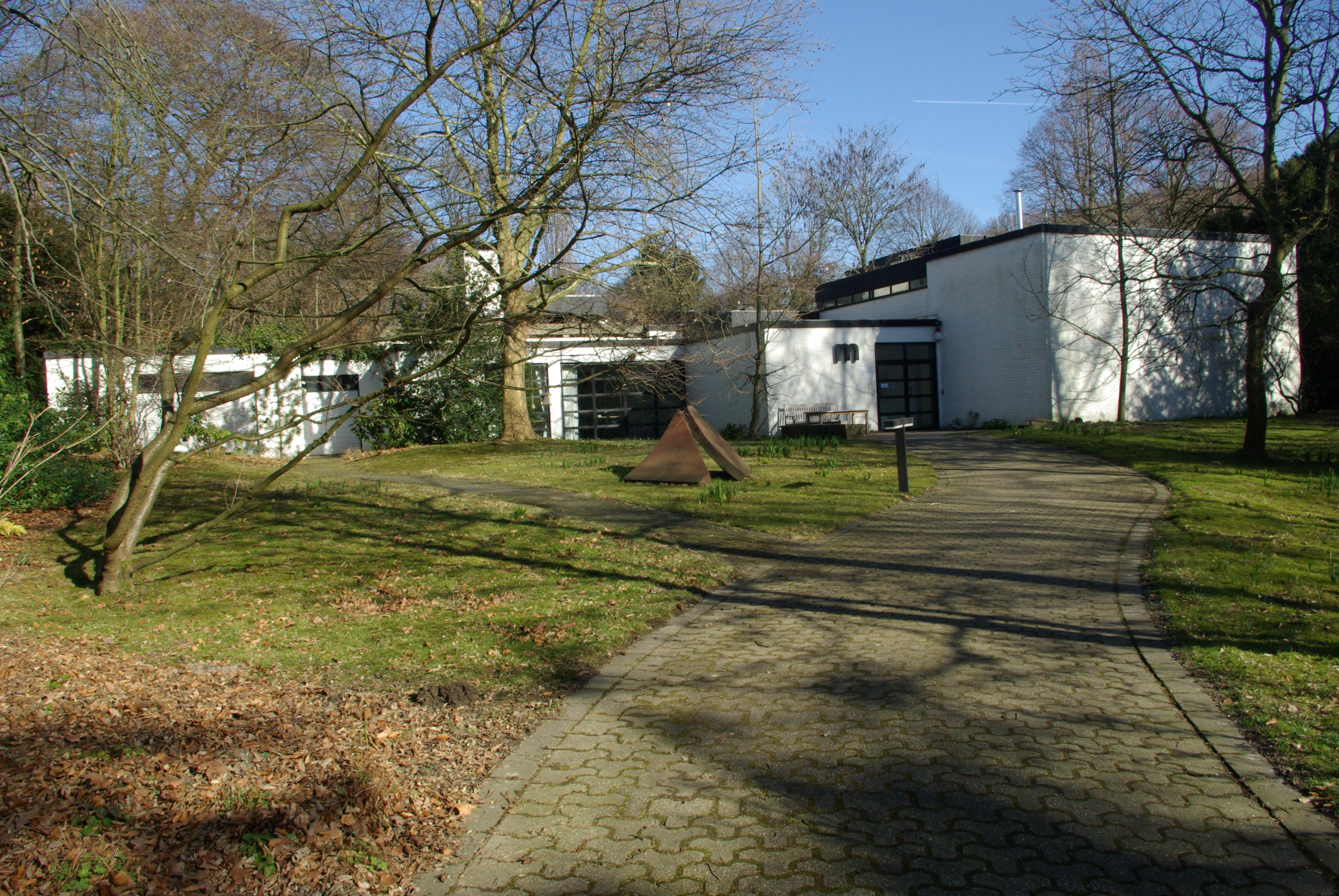
Galerie m, Außensicht

Die Galerie m ist eine Galerie für zeitgenössische Kunst. Von 1974 bis 2024 war sie im Park der Schlossruine Haus Weitmar in Bochum. Ab Frühjahr 2025 soll sie an einem neuen Standort in Duisburg, in der Nähe des Lehmbruck Museums, neu eröffnet werden.

## Geschichte und Profil
Die Galerie m wurde im Jahr 1969 von Alexander von Berswordt-Wallrabe als Galerie für Neue Konkrete Kunst, Fotografie, Film und Video gegründet. Die erste Ausstellung m1 – junge europäische Kunst wurde am 3. Mai 1969 eröffnet und zeigte Positionen internationaler Künstler. Jan Schoonhoven, Adolf Luther und François Morellet zählen zu den ersten Künstlern, die von der Galerie vertreten wurden.
In den 1970er Jahren dehnte sich das Programm der Galerie weiter aus; international renommierte Künstler wie Arnulf Rainer, Lee Ufan und Richard Serra wurden von der Galerie m vertreten. Künstler wie Frank Stella hatten hier ihre erste Einzelausstellung in Deutschland. Ausstellungen von Fotografen wie Florence Henri, André Kertész, Emmanuel Sougez und später auch Evelyn Hofer erweiterten das Programm in medialer Form und akzentuierten die Fotografie als weiteren Schwerpunkt der Galerie. 1971 erschien der erste Übersichtskatalog „Neue Konkrete Kunst“, der maßgeblich für die Namensgebung jener Strömung der europäischen Nachkriegskunst verantwortlich war. Seit 1976 arbeitet Alexander von Berswordt-Wallrabe mit Richard Serra zusammen, den er seither in Europa über die m Bochum Kunstvermittlung vertritt.
Ein besonderer Schwerpunkt der Galeriearbeit liegt auf der Kooperation mit Museen. Ausstellungsreihen mit Werkzyklen wie totenstill von Dirk Reinartz oder Hiroshima von Arnulf Rainer nahmen in der Galerie m ihren Ausgang.
Die Ausstellungsgebäude im Schloßpark Weitmar sind von 1974 bis 1976 von von Berswordt-Wallrabe erbaut worden. Der Architekt war der Bochumer Peter Forth, der später auch die Vorentwürfe für die benachbarte Situation Kunst erstellte.
Susanne Breidenbach, die bereits seit 1985 für die Galerie m tätig war, übernahm 2003 die Leitung. Die von ihr im Jahr 2000 gegründete Galerie m Fotografie ist heute Teil der Galerie m.
Die Galerie m ist seit vielen Jahren auf der Art Basel, der Paris Photo und der Art Düsseldorf vertreten.
Zum Jahreswechsel 2024 / 2025 zieht die Galerie m an einen Standort in Duisburg, in der Nähe des Lehmbruck Museums.

## Ausstellungen 2021 – 1990
- 2021 Thomas Florschuetz Framing
- 2020 Franka Hörnschemeyer Axiom 420
- 2019 Jubiläumsausstellung Galerie m 3.Mai 1969 - 3. Mai 2019
- 2018 Anja Bohnhof Tracking Gandhi - Bahak - Krishak - Mohila
- 2017 Kuno Gonschior Malerei 1966 bis 2009
- 2016 Gruppenausstellung Hopes of Paradise
- 2015 Tanya Poole Thozama and Rose
- 2014 Stephan Schenk Kreuzweg
- 2013 Antje Dorn Milkyway
- 2012 Peter Wegner IF & WHEN
- 2011 Melanie Manchot LEAP after The Great Ectasy
- 2010 Jan Wawrzyniak Neue Bildräume
- 2009 Simone Nieweg Garten / Konstruktionen
- 2008 Marta Guisande Neue Malereien
- 2007 Dirk Reinartz New York 1975
- 2006 Aino Kannisto Neue Fotografien
- 2005 Thomas Florschuetz Neue Fotografien
- 2004 Sybille Berger COLOUR / FARBE
- 2003 Richard Serra Drawings / Zeichnungen 2001/2002
- 2002 Arnulf Rainer Automatenprotraits
- 2001 Evelyn Hofer Fotografien seit 1955
- 2000 Lee Ufan Interconnection
- 1999 Richard Serra Eleven new drawings / Elf neue Zeichnungen
- 1998 Lucinda Devlin The Omega Suites und weitere Fotografien
- 1997 Alfredo Álvaret Plágaro Identical Paintings
- 1996 Jens Stittgen Menschen – Malerei auf Papier
- 1995 François Morellet depuis la derniere
- 1994 zeigte Claudia Wissmann (* 1964) die Fotoinstallation Bildfenster Januar, eine Installation für sechs Fenster über zwei Etagen, in der Galerie m.[4]
- 1993 Paco Fernández Objektiv: selbst gemacht! Malerei
- 1992 François Perrodin Skulpturen, Wandobjekte und Zeichnungen
- 1991 Gotthard Graubner, François Morellet, David Rabinowitch, Jan J. Schoonhoven in Bestandsaufnahme VIII
- 1990 Elisabeth Vary Einzelausstellung

## Schriften
- Susanne Breidenbach (Hrsg.): Lucinda Devlin, Lake Picture, Steidl Verlag, Göttingen, 2019
- Susanne Breidenbach (Hrsg.): Evelyn Hofer, Begegnungen / Encounters, Ausst. Museum Kurhaus Kleve, Museum Moderner Kunst Passau, Fotostiftung Schweiz, Winterthur, Göttingen, 2019
- Steidl Verlag (Hrsg.): New York - Evelyn Hofer, Göttingen, 2018
- Michael Buhrs und Sabine Schmid (Hrsg.): Evelyn Hofer. Ausst.-Kat. Museum Villa Stuck München, Göttingen, 2015
- Susanne Breidenbach (Hrsg.): Evelyn Hofer, Beiträge von Beat Wismer, Evelyn Hofer, Kim Sichel und Christoph Ribbat, Ausst. Aargauer Kunsthaus Aarau, Göttingen, 2004
- Susanne Breidenbach (Hrsg.): Lucinda Devlin, Water Rites, Text von Michael Mackenzie, Ausst. Museum Kurhaus Kleve, Göttingen, 2003
- Susanne Breidenbach (Hrsg.): Lucinda Devlin, The Omega Suites, Text von Barbara Rose, Göttingen 2000
- Alexander von Berswordt-Wallrabe: Arnulf Rainer: Fingermalereien (1975–1984) : Christus-Frauen-Tote (1982–1984), Galerie m Bochum, 1984
- Emmanuel Sougez: Photographien 1928–1953 Galerie m Bochum, Frankfurter Kunstverein, Frankfurt am Main, Städtisches Museum Leverkusen, Schloss Morsbroich, 1982
- Alexander von Berswordt-Wallrabe: Neue konkrete Kunst: Konkrete Kunst, realer Raum, Band 1. Galerie m Bochum, 1971